# Ferdinand Hartmann
Christian Ferdinand Hartmann (né le 14 juillet 1774 à Stuttgart, mort le 6 janvier 1842 à Dresde) est un peintre wurtembergeois.

## Famille
Ferdinand Hartmann est le plus jeune fils de Johann Georg Hartmann (de), homme politique et franc-maçon de Stuttgart, et de Juliane Friederike Spittler, fille du maire de Cannstatt. Il a une sœur et cinq frères, dont August von Hartmann (de), président de l'Oberrechnungskammer du Wurtemberg, Friedrich von Hartmann (de), médecin et naturaliste (paléontologue) et Ludwig von Hartmann (de), homme d'affaires.
La maison du père de Ferdinand Hartmann est un salon littéraire, la "Maison Hartmann (de)", qui est ensuite conservée par Johann Georg August Hartmann, puis par son gendre Georg Reinbeck (de).

## Biographie
De 1786 à 1794, Ferdinand Hartmann étudie la peinture à l'école Charles (de), à Stuttgart. Il va à Rome de 1794 à 1798. Il devient membre de l'académie de peinture de Stuttgart. En 1801, il reçoit Prix Goethe de Weimar pour une illustration de la Hektorlied (de). Depuis 1803, il vit à Dresde avec l'entremise de la duchesse Louise de Brandebourg-Schwedt. Il devient ami avec l'écrivain Heinrich von Kleist durant son séjour à Dresde, qui dure d'août 1807 à mai 1809. En octobre 1810, Hartmann est nommé professeur à l'Académie de Dresde. De 1820 à 1823, il est de nouveau à Rome. En 1825, il devient membre du conseil d'administration de l'académie des beaux-arts de Dresde. Il est considéré comme l'un des représentants les plus prolifiques du classicisme.
Hartmann attire l'attention de Heinrich von Kleist sur la conférence de Gotthilf Heinrich von Schubert, dans laquelle Schubert rend hommage aux traitements de guérison magnétiques du médecin de Heilbronn, Eberhard Gmelin (de). Selon certains chercheurs, la description de séances individuelles dirigées par Gmelin pourrait avoir inspiré pièce Das Käthchen von Heilbronn oder Die Feuerprobe. La sœur unique de Hartmann, Johanna Henriette Friederike Mayer, n. Hartmann (1762-1820), épouse du riche juriste Friedrich Christoph Mayer (de), vit du printemps 1797 à 1803, puis de novembre 1809 jusqu'à sa mort à Heilbronn, entre 1803 et 1809 dans les environs proches, jusqu'en 1806 dans le village de Kochendorf. Sa fille, une nièce de Hartmann, Juliane Auguste Mayer se marie par la suite avec Johann Clemens Bruckmann (de), maire de Heilbronn de 1822 à 1835.